# Рябиновка (Ростовская область)
Рябиновка — посёлок в Красносулинском районе Ростовской области.
Входит в состав Табунщиковского сельского поселения.

## География

### Улицы
- ул. Новоселов,
- ул. Розовая,
- ул. Садовая,
- ул. Советская,
- ул. Степная,
- ул. Школьная.

## Население
| 2010 |
| ---- |
| 380  |